# Tarquinius Superbus

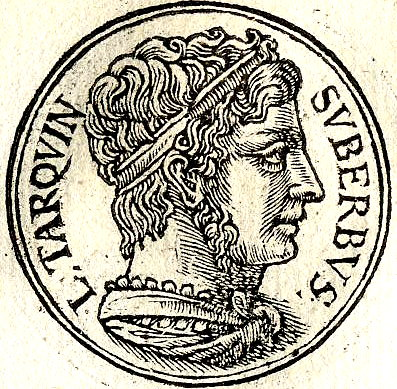
Tarquinius Superbus

Lucius Tarquinius Superbus (den yngre), död 495 f.Kr., var Kungariket Roms sjunde och siste kung, innan den romerska republiken infördes. 
Han regerade troligen 533 f.Kr. - 509 f.Kr. och är antagligen en historisk person. Han var son till kung Tarquinius Priscus och var gift med kung Servius Tullius dotter Tullia Minor. Det berättas att Tullia eggade sin man att stämpla mot hennes far, kungen, och till sist låta mörda honom så att hennes man kunde överta kungamakten. 
Tarquinius regerade visserligen med klokhet och kraft, men hänsynslöst varför han snart fick tillnamnet Superbus (Despoten). Till det yttre fortsatte han faderns verk och införlivade en stor del av Latium i kungariket. Han bebyggde och förskönade Rom ytterligare främst genom konstruktionen av det stora Jupitertemplet på Capitolium, ett av den tidens största och mest imponerande byggnadsverk.
Tarquinius ville bryta senatens makt och uppträdde som en våldskonung som genom att inge fruktan måste trygga sin regering.
Domsrätten utövade han ensam och utan rådgivare. Han genomförde rannsakningar över svårare förbrytelser och kunde under sådan förevändning döda, landsförvisa och döma till egendoms förlust icke blott misstänkta eller hatade personer, utan också dem, av vilka han ingenting annat kunde vänta än byte. Hans byggnadsverk i Rom hade slukat stora summor och han var därför i stort behov av pengar.
Han återbesatte inte platserna för de senatorer som dött eller landsförvisats och minskade på så sätt senatens makt. 
Han ogillades därför starkt i Rom men även i de underkuvade latinska städerna. 
Tarquinis förlorade slutligen makten till följd av sin son Sextus våldtäkt av den kyska Lucretia. Ett adelsuppror under ledning av Lucius Junius Brutus utbröt i Rom till vilket den under Tarquinius befäl i fält stående hären anslöt sig 509 f. Kr.. Tarquinius måste tillsammans med sin hustru och två söner gå i landsflykt till Cære i Etrurien och alla försök att återvinna Rom visade sig fåfänga.